# الهادي أحمد الشيخ
الهادي أحمد الشيخ FRCOphth (28 يونيو 1933، شندي - 23 سبتمبر 2009، الخرطوم) كان أستاذًا سودانيًا لطب العيون في قسم طب وجراحة العيون بجامعة الخرطوم، وزميل باحث في منظمة الصحة العالمية.
ولد الشيخ في شندي لعائلة تيجانية معروفة بحسن ضيافتها وكرمه والتي اعتقدت أن جامعة الخرطوم كانت نخبوية. وهكذا التحق الشيخ بجامعة عين شمس، وعمل بعدها في مستشفيات تعليميه مختلف في السودان والمملكة المتحدة، وأنشأ مستشفى مدينة أبو حمد عام 1962 وقسم طب وجراحة العيون بجامعة الخرطوم عام 1994. تلقى تعليمه أيضًا في معهد UCL لطب العيون (1973-1978) وفي كلية لندن للصحة وطب المناطق الحارة (1975-1976)، وحصل على الدكتوراه من جامعة لندن في عام 1978.
اشتهر الشيخ بالعمل الخيري وتنظيم حملات رعاية العيون التي قدمت العلاج المجاني للسودانيين واللاجئين. كان الشفيع أحد أشقاء الشيخ، الذي أُعدم لتورطه في محاولة الانقلاب في السودان عام 1969.

## نشائته
ولد الشيخ في 28 يونيو 1933 في شندي، السودان، وهو الأصغر في عائلة مكونة من أربع أخوات وأخوة. كانت عائلته من تيجانية، معروفة بكرم ضيافتها وكرمها، مما سيشكل فيما بعد نهج الشيخ في الطب ووجهات نظره حول إمكانية الوصول إلى العلاج. 

## التعليم والحياة مهنية
التحق الشيخ في البداية بجامعة الخرطوم، لكنه غادر بعد ذلك وانضم إلى جامعة عين شمس حيث اعتقدت عائلته أن جامعة الخرطوم نخبوية ولا تتماشى مع قيمهم. تخرج الشيخ في عام 1959، وبدأ تدريبه الطبي في جامعة عين شمس عام 1960 كطبيب مقيم قبل أن يغادر لينضم إلى مستشفى عطبرة التعليمي في عام 1961 كطبيب حتى عام 1962.
في عام 1962، عندما كان يبلغ من العمر 29 عامًا، أنشأ الشيخ مستشفى مدينة أبو حمد قبل أن ينتقل، كمسجل، إلى مستشفى الخرطوم للعيون بين (1962-1963)، ومستشفى مورفيلدز للعيون، المملكة المتحدة (1963-1964). ثم حصل على دبلوم طب وجراحة العيون من الكلية الملكية للأطباء بلندن والكلية الملكية للجراحين في إنجلترا عام 1964.  
عاد الشيخ إلى السودان، حيث عمل في مستشفى الخرطوم للعيون كأخصائي عيون، وفي مستشفى ود مدني كطبيب عيون، بين عامي 1964 و 1965. ثم انتقل إلى قسم الجراحة بجامعة الخرطوم كمحاضر في طب وجراحة العيون عام 1967. ثم أصبح أستاذًا مشاركًا في عام 1973.
كان الشفيع أحد أشقاء الشيخ، وهو سياسي سوداني معروف أعدم مع عبد الخالق محجوب في عام 1971 على يد جعفر النميري لتورطهم في محاولة الانقلاب في السودان عام 1969.  وهكذا، بعد إعدام شقيقه، قرر الشيخ الذهاب إلى المملكة المتحدة، حيث حصل على الزمالة البحثية لمنظمة الصحة العالمية في معهد UCL لطب العيون، ومنصب مسجل أول فخري في مستشفى مورفيلدز للعيون بين 1973- 1978. خلال تلك الفترة، أكمل تدريبه في علم الأوبئة والإحصاءات الطبية في كلية لندن للصحة وطب المناطق الحارة (1975-1976)، وأجرى العديد من المجالات والأعمال المخبرية قبل حصوله على دكتوراه الفلسفة في عام 1978 من جامعة لندن في عام 1978. 
عند عودته إلى السودان، التحق الشيخ بجامعة الخرطوم، وأصبح أستاذاً لطب العيون عام 1988، وأنشأ قسم طب العيون عام 1994، وتقاعد عام 1998.  

## العمل الميداني
شارك الدكتور الشيخ في العديد من المشاريع التي تهدف إلى تحسين جراحة العيون مع اهتمام كبير في فغر كيس الدمع وتجميل العين. عمل الشيخ في عدة مشاريع مع منظمة الصحة العالمية. كان خبيرًا في منظمة الصحة العالمية وعضوًا في اللجنة التوجيهية لداء كلابية الذنب. كان الشيخ رئيسًا للجمعية السودانية لطب العيون (1979-1981)، ومنذ عام 1983، كان عضوًا في المجلس التنفيذي للوكالة الدولية للوقاية من العمى.
اشتهر الشيخ بالعمل الخيري. منذ عام 1990، كان رائدًا في تنظيم حملات رعاية العيون وإنشاء وحدات متنقلة للعناية بالعيون تقدم العلاج المجاني لأكثر من 23000 لاجئ سوداني بمساعدة HelpAge International. ومع ذلك، لم يتم الترحيب بجهوده دائمًا، وتم تقديمه إلى المحكمة عدة مرات لإجراء عملية جراحية لمرضى خارج المستشفيات.

## الحياة الشخصية والوفاه
كان الشيخ متزوج وله أربعة أولاد. توفي في 23 سبتمبر 2009 بالخرطوم. 

## الجوائز والتكريم
تم انتخاب الشيخ زميل الكلية الملكية لأطباء العيون (FRCOphth) عام 1990. في عام 1995، أطلقت الجمعية الوطنية السودانية لعلاج العيون جائزتها السنوية على اسم الشيخ. منحته الحكومة السودانية الميدالية الذهبية للفنون والآداب وجائزة الزبير للابتكار والتميز العلمي عام 2003.

## أنظر أيضا
- احمد محمد الحسن
- احمد حسن الفحل
- منصور علي حسيب